# Мендес, Абриль
Абриль Мендес Херролд (исп. Abril Mendez Herrold) (20 июля 1967, Каракас) — венесуэльская актриса кино, театра и ТВ, а также продюсер.

## Биография
Родилась 20 июля 1967 года в Каракасе. Одну из первых ролей сыграла в совместном венесуэлько-колумбийском фильме «На выходе мы вас видим» (1986) о жизни подростков. В 1987 году дебютировала на телекомпании «Venevision» сыграв небольшую роль в теленовелле «Безмерно ваш» (1987), а 1988 году получила второплановую роль подруги главной героини в теленовелле «Альба Марина». Там её и заметил известный венесуэльский писатель и сценарист Сесар Мигель Рондон, по протекции которого она получила одну из главных ролей в теленовелле «Нина Бонита» (по сценарию Рондона). Роль Эмилии принесла юной актрисе известность и новые предложения. Год спустя актриса снялась в теленовелле «Реванш», где она снялась в роли Марты которую сниял режиссёр Рейнальдо Ланкастер, с которым актриса уже успела поработать в телесериале «Нина Бонита». На 1989—1990 годы приходится пик популярности актрисы, она активно и успешно снимается на «Venevision» в различных телепрограммах и телефильмах, но в 1991 году, отснявшись примерно в 30 сериях теленовеллы «Запретная женщина», внезапно исчезла с экрана. По одной из версий причиной ухода Мендес со съёмок «Запретной женщины» была ссора с Андресом Гарсия, исполнявшим главную роль. На самом деле она твёрдо решила посвятить себя служению Богу и в 1992 году уехала в США, где окончила Регентский Университет (штат Виргиния) по специальности «Продюсер религиозных программ». В 1995 году она вышла замуж за военного врача Роберта Херролда (сейчас он подполковник армии США) и переехала в городок Чеаспик (Виргиния).
В настоящее время она работает телепродюсером на религиозном телеканале CBN TV,где продюсирует вечернюю программу «Club700 Hoy». Она — счастливая мама двух дочерей и сына.

## Фильмография
- "A la salida le los vemos" (1986) — фильм (Венесуэла-Колумбия)

- "Immesanmente Tuya" (1987) Venevision — теленовелла

- "Uno domingo feliz" (1987) — кино (реж. Олегарио Баррера)

- "Alba Marina" (1987) Venevision — теленовелла

- "Nina Bonita" (1988) Venevision — теленовелла

- "Profundo" (1988) — кино (Колумбия-Венесуэла)

- La Revancha (Venevision) — теленовелла

- "Rio Negro" (1990) — кино (реж. Атауальпа Личу)

- "Mujeres en peligro" (1990) Venevision — унитарио

- "Se ha perdido un nino" (1990) Venevision — унитарио

- "Especial: Baudilio Diaz" (1990) Venevision — унитарио

- "La mujer prohibida" (1991) Venevision — теленовелла

## Интересные факты
- Отец Абриль Мендес — Родольфо Мендес является вице-президентом венесуэльской радиовещательной компании «AM-FM Center» и членом Венесуэльской Ассоциации Рекламодателей(ANDA).
- племянник Абриль, Родольфо Мендес Эстевес тоже работает в радиовещательной компании «AM-FM Center».
- Её старший брат, Родольфо Мендес Падилья(47 лет) — пастор протестантской церкви. Имеет свой приход на острове Маргарита. Есть ещё младший брат Родин(40 лет)